# Arin Mirkan
Arin Mirkan, pseudonimo di Dîlar Gencxemîs o Deilar Genj Khamis (Afrin, 1992 o 1994 – Kobane, 5 ottobre 2014), è stata una militare curda, comandante dell'Unità di Protezione delle Donne (YPJ), morta durante un combattimento con l'ISIS.

## Biografia
Si hanno scarse informazioni sulla sua vita prima della guerra civile siriana. Durante l'Assedio di Kobanê prese parte alla difesa della città e combatté sulla collina di Mishtanour insieme a Rojda Felat, che in seguito divenne comandante generale del YPJ. A Mishtanour Hill, Mirkan fece irruzione in una roccaforte dell'ISIS, lanciando una granata sotto un carro armato, rimanendo uccisa insieme con numerosi combattenti dell'ISIS. Tale avvenimento è stato il primo caso noto di una combattente curda che ha effettuato un attacco suicida.
Arin Mirkan – un nome di battaglia che richiama la località in cui nacque, Mirkan, vicino ad Afrin – al momento della morte aveva forse 22 o 20 anni e due figli. Haj Mansour, ufficiale della difesa curda a Kobanê, riferì che i combattenti curdi erano stati costretti a ritirarsi da una collina strategica a sud di Kobanê. Mirkan era rimasta indietro, attaccando i militanti dell'ISIS mentre la circondavano. Alla fine si sarebbe fatta esplodere con esplosivi attaccati al suo corpo, uccidendo 10 combattenti nemici.
Rami Abdurrahman, fondatore e direttore dell'Osservatorio siriano per i diritti umani, ha riferito al giornale "The Independent" di “non poter confermare l'esatto numero" di miliziani ISIS rimasti uccisi nell'attacco della Mirkan, ma che era stato riportato un totale di 27 miliziani uccisi negli scontri di quella domenica.

## Omaggi
- A Kobanê è stata eretta una statua in ricordo di Arin Mirkan.[8]
- Andrew Webb-Mitchell ha composto un Concerto per violino col suo nome.[9]